# マルチバック
マルチバック（Multivac）は、アイザック・アシモフのいくつかのSF小説に登場する架空のコンピュータの名称。マルチヴァクの呼称でも知られる。
アシモフが自伝で語っているところでは、名称はUNIVACに因んで名付けられた。また登場作のひとつ「最後の質問」では、末尾の「ac」は「オートマチック・コンピュータ」の略であるとされている。
世界を支配するコンピュータであり、登場作品によってその仕様は異なっているが、多くの作品では、政府により運営される巨大コンピュータで、保安のために地下に設置されてその所在は極秘とされている。世界中のありとあらゆる情報を保有しており、すべての人間一人一人を独立した変数として扱い、その未来の行動を予測することで犯罪を未然に防止することが可能である（「世界のあらゆる悩み」）。またただ一人の国民に質問を行うだけで、国政選挙を実際に行うことなくその結果を算出することが可能である（「投票資格」）。
世界中の端末と接続されており、だれもが質問を行うことが可能であったが、やがてマルチバックに対するあらゆる質問が出尽くしてしまうと、マルチバックから新たな知識を得るために、優れた直感力を持つ「グランドマスター」と呼ばれる専門の質問者が必要とされるようになる（「笑えぬ話」）。
『われはロボット』に登場した大型の陽電子頭脳である「ブレーン」や「マシン」とは対照的に、マルチバックのインターフェースは機械的なものに描写されており、ロボット工学三原則にも準拠していないと考えられる。作者アシモフは当時まだ実現性の低かったロボットに対して、マルチバックではより現実的な形でコンピュータの未来像を描こうとしたといわれている。

## 登場作品
- 「投票資格（英語版）」 Franchise　（『地球は空き地でいっぱい』所収）
- Question
- 「笑えぬ話」 Jokester　（『地球は空き地でいっぱい』所収）
- 「最後の質問」 The Last Question　（『停滞空間』所収）
- 「世界のあらゆる悩み」 All the Troubles of the World　（『停滞空間』所収）
- 「記念日」 Anniversary　（『アシモフのミステリ世界』所収）
- 「戦争に勝った機械」 The Machine that Won the War　（『サリーはわが恋人』所収）
- 「問題の鍵」 Key Item　（『木星買います』所収）
- 「マルチバックの生涯とその時代」 The Life and Times of Multivac　（『聖者の行進』所収）
- 「物の見方」 Point of View　（『コンプリート・ロボット』所収）
- 「接近中」 It Is Coming　（『変化の風』所収）